# هرمز شجاعی مهر
هرمز شجاعی مهر (زادهٔ ۳ آذر ۱۳۳۵ در بابل، استان مازندران) مجری تلویزیون و گویندهٔ رادیو اهل ایران است.
او، در طول مدت حدود سه دهه، مجری یک برنامهٔ روزانه و پرمخاطب به نام سیمای خانواده بوده‌است. او همچنین صاحب‌امتیاز مجلهٔ خانوادهٔ سبز است. وی دو بار ازدواج کرده است، که از همسر اول خود به دلایل شخصی جدا شدند.

## فعالیت در رسانه

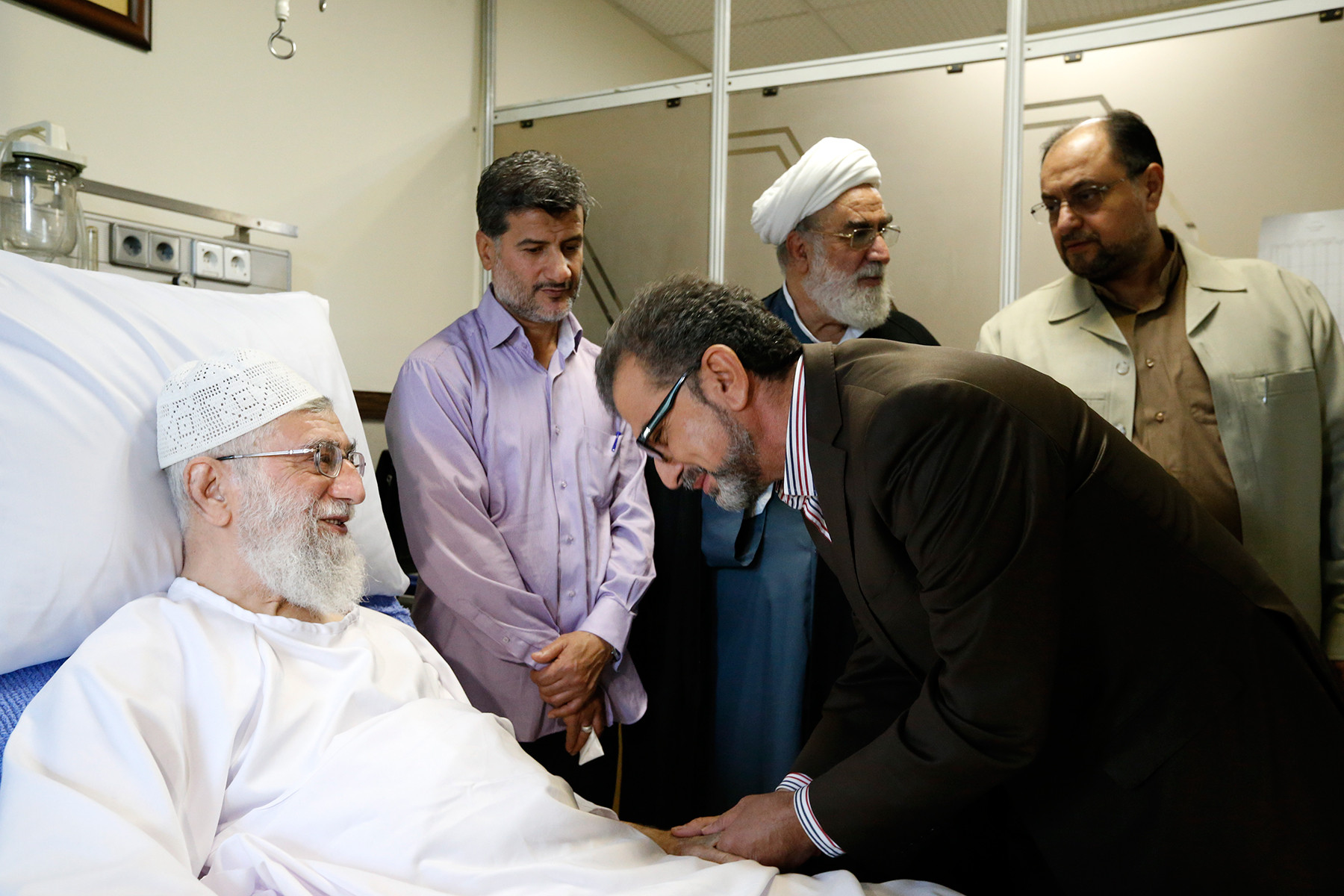
شجاعی مهر در حال عیادت از رهبر جمهوری اسلامی سید علی خامنه‌ای، ۲۰۱۴

هرمز شجاعی‌مهر دارای مدرک کارشناسی رشتهٔ تعاون و تأمین اجتماعی است و در سال ۱۳۶۱ کار در رسانهٔ ملی را با گویندگی در رادیو آغاز کرد و اجرای برنامه‌هایی چون سلام صبح بخیر، تهران ساعت ۲۰، و ساعت خوش را در کارنامهٔ خود دارد.